# 阿韦斯岛
阿韦斯岛（西班牙語：Isla de Aves，意为“鸟岛”）是加勒比海东部一座沙洲，位于委内瑞拉以北560公里，多米尼克以西110公里，长580米，最宽处为130米，最窄处只有30米，面积仅4公顷。受海流和飓风的影响，岛的面积和形状经常会发生变化。阿韦斯岛上富有海鸟粪资源，战略地位重要，目前委内瑞拉与多米尼克之间对该岛存在归属争议。岛上无常住居民。